# Pascual Echagüe
Juan José Pascual Echagüe (Santa Fe, 16 de mayo de 1797 - estancia San Gabriel, 2 de junio de 1867) fue un militar y político argentino. Fue gobernador de las provincias de Entre Ríos y Santa Fe, ministro de Guerra y Marina en el gobierno del general Justo José de Urquiza y durante el gobierno de Santiago Derqui. Tuvo una actuación destacada en las guerras civiles argentinas y en la Guerra Grande, en Uruguay. Pertenecía a la tradicional familia santafesina de los Echagüe y Andía.

## Ministro en Santa Fe
Nació en Santa Fe en 1797, hijo de José Antonio de Echagüe y Andía (hermano del presbítero Francisco Xavier de Echagüe), que fue alcalde de primer voto del cabildo de la ciudad de Santa Fe y presidente de la Junta de Representantes en 1821, casado en 1796 con María Isabel de Garmendia y Ximénez Naharro.
Cursó sus primeros estudios en Santa Fe, en 1812 siguió su formación académica en el Colegio de Monserrat. En 1818 se graduó de doctor en teología en la Universidad de Córdoba. Se lo nombró para desempeñar una pasantía con carácter provisorio en el Colegio de Monserrat, pero se dedicó a la enseñanza primaria en su provincia natal. Fue maestro por poco tiempo, y en 1821 fue designado oficial primero de la Secretaría de Gobierno. Representó a su provincia en la firma de los tratados de 1823 con Entre Ríos. En 1824 ejerció la función de secretario y luego ministro del gobernador Estanislao López y el mandato de diputado provincial.
Sin ninguna experiencia militar, hacía 1825 la Legislatura lo nombró con el grado de teniente coronel de milicias y ostentaba la Comandancia de Armas de la provincia de Santa Fe. En 1825 reemplazó en la gobernación al general López, en forma transitoria, cargo que luego ejerció varias veces.
Se unió al ejército santafesino por primera vez a fines de 1828, con motivo de un tratado entre el gobierno de Santa Fe y el nuevo gobierno de Buenos Aires del coronel Manuel Dorrego, por el cual éste solicitaba a López el concurso de fuerzas santafesinas para una acción en común contra los ranqueles. Por este motivo, el comandante Echagüe salió de la ciudad de Santa Fe al frente de 300 hombres hacia el sur de su provincia, estableciéndose en el fortín bonaerense de Mercedes (actual ciudad de Colón). En este lugar se enteró de la revolución unitaria de Buenos Aires, tras la llegada del entonces coronel Juan Manuel de Rosas con 100 hombres, salvados tras la derrota de Dorrego en la batalla de Navarro.
En la subsiguiente campaña de 1829 contra los unitarios del sublevado Juan Lavalle, Echagüe fue nombrado comandante en jefe de la División Santa Fe del Ejército Nacional, al mando del general López, el cual inicialmente solo estaba compuesto de milicias santafesinas y entrerrianas. Al frente de unos 300 dragones de Santa Fe ocupó San Nicolás de los Arroyos. Al frente de esta fuerza se destacó en la batalla de Puente de Márquez, y gracias a su desempeño fue ascendido a Coronel de milicias. 
Representó nuevamente a su provincia en la firma del Pacto Federal de enero de 1831. Acompañó al ejército confederado, como segundo jefe a órdenes del general López, contra la provincia de Córdoba, donde el general Paz lideraba la Liga del Interior. Tras la captura de Paz, fue el encargado de negociar la rendición de la provincia de Córdoba; firmó el tratado del Calchín, e influyó en el buen trato que se les dio a los prisioneros. Poco después, el 31 de mayo, entró a la ciudad de Córdoba al frente de la vanguardia federal santafesina. Diez días más tarde lo haría triunfalmente el general López con el resto de las fuerzas santafesinas, y al otro día el general Juan Ramón Balcarce, al frente de las fuerzas porteñas.
Pasó por primera vez a la provincia de Entre Ríos, en la que tenía propiedades, en diciembre de 1831, enviado por López para imponer la paz en la provincia. Venció a un oscuro militar que se había denominado gobernador y fue elegido gobernador titular el 22 de febrero de 1832; asumió el cargo el 1 de marzo.

## Gobierno en Entre Ríos
Su gobierno inició un período de paz y progreso, y de buenas relaciones con el gobernador de la provincia de Buenos Aires, Juan Manuel de Rosas. Fue ascendido por la legislatura entrerriana a coronel mayor (general) en 1833. Además nombró comandante del Departamento 2.º de la provincia —la mitad ubicada al este del río Gualeguay— a Justo José de Urquiza, que fue ascendido al rango de coronel. Fundó las ciudades de La Paz y Diamante. Tras el asesinato de Facundo Quiroga a manos de los hermanos Reinafé, caudillos de Córdoba y protegidos del general López, el poder de éste disminuyó notablemente en el litoral argentino. Echagüe, hasta entonces subordinado en muchos aspectos al gobernador santafesino, pasó a depender del gobernador porteño, Juan Manuel de Rosas, encargado de relaciones exteriores de la Confederación Argentina; cuando los conflictos arreciaron, el gobernador de Entre Ríos se convirtió en una avanzada del poder del caudillo porteño y su fiel aliado, al igual que muchos de los gobernadores del interior. Fue reelegido dos veces, en 1837 y 1841. En su segunda reelección fue ascendido al grado de brigadier general de la provincia de Entre Ríos por la legislatura, mientras el coronel Urquiza era elevado a coronel mayor —ambos rangos equivalen al de general, con poca diferencia entre ellos.
La tranquilidad de la provincia se veía amenazada por la sublevación de Fructuoso Rivera contra el presidente uruguayo, brigadier Manuel Oribe. Este fue vencido en junio de 1838, pero Echagüe respondió confiscando los bienes de los entrerrianos que se habían unido a Rivera. Poco después atacó a Corrientes, donde su gobernador Genaro Berón de Astrada se había rebelado contra el poder de Rosas y se había aliado con Rivera. Lo venció completamente en Pago Largo, y como resultado fueron muertos más de mil enemigos, entre ellos Berón de Astrada.
Con el apoyo de Juan Antonio Lavalleja y los miembros del partido de los blancos, cruzó el río Uruguay para atacar a Rivera; pero este lo venció, con apoyo de los unitarios argentinos, en la batalla de Cagancha, el 29 de diciembre de 1839, en el departamento de San José.
A sus espaldas, el general unitario Juan Galo Lavalle había invadido Entre Ríos, pero tras una victoria efímera, se había retirado a Corrientes. Desde allí volvió a invadir Entre Ríos, donde se enfrentó a Echagüe en dos batallas sangrientas pero poco decisivas: en Don Cristóbal y Sauce Grande. Lavalle cruzó la provincia y se embarcó en Diamante hacia Buenos Aires. Fracasada la invasión a esta, se retiraría hacia el norte, derrota tras derrota, hasta su muerte en San Salvador de Jujuy.
Echagüe volvió a invadir Corrientes, pero el ejército correntino estaba entonces al mando del general unitario Paz, quien lo destrozó en un campo de batalla que era una trampa perfecta, el 28 de noviembre de 1841, en Caaguazú. La caballería entrerriana no pudo maniobrar y se perdió casi completa.
Mientras Paz se preparaba para invadir Entre Ríos, se desató una crisis política en esta provincia. Echagüe renunció a su cargo de gobernador y se refugió en Buenos Aires; en su lugar fue nombrado Justo José de Urquiza.

## Gobierno en Santa Fe
Acompañó a Oribe en su campaña de fines de 1841 a Santa Fe, y tras la derrota de Juan Pablo López, fue elegido gobernador el 16 de abril de 1842. Hizo un gobierno progresista y ordenado, como el que ya había hecho en Entre Ríos, fomentando la educación en las dos provincias que le tocó gobernar, en una época en que se le daba poca importancia.
En junio de 1845, Juan Pablo López invadió su provincia desde el Chaco, y ocupó la capital por un mes, pero Echagüe contraatacó y lo derrotó con apoyo porteño en Malabrigo. El resto de su gobierno fue un período de paz, pese al bloqueo francés y las amenazas correntinas. Dedicó un gran esfuerzo a pacificar el Chaco santafesino, y reorganizó las reducciones de San Justo y San Javier. Luego se destacó como uno de los jefes defensores de la soberanía argentina inmediatamente tras la célebre batalla de la Vuelta de Obligado hostigando con sus tropas a los invasores anglofranceses.
Cuando Urquiza se "pronunció" contra Rosas, en 1851, le declaró la guerra. Pero Echagüe estaba en el camino de Entre Ríos hacia Buenos Aires, y fue atacado en diciembre de 1851. Echagüe y el coronel Martín Santa Coloma se retiraron hacia Buenos Aires, mientras Domingo Crespo era nombrado gobernador. No queda claro, pero no parece que haya peleado en la batalla de Caseros, de febrero de 1852, que significó la caída de Rosas.

## Los últimos años
Tras un corto período, en que acompañó a Rosas al destierro — existe una versión que afirma que junto al Restaurador ambos se habrían entrevistado con el Papa Pío IX — se refugió en Montevideo. En 1854 pasó a Entre Ríos, donde se radicó con permiso especial del presidente Urquiza, que en 1856 lo nombró ministro de guerra de su gobierno. Organizó una campaña relativamente exitosa contra los indios del Chaco.
Desde 1859 fue senador nacional, y ese mismo año fue interventor federal en Mendoza, cargo que desempeñó desde el 16 de abril hasta el 23 de agosto.
Representó a La Rioja en la Convención Constituyente de 1860. Fue ministro de guerra interino durante la presidencia de Santiago Derqui y se retiró a Entre Ríos después de la batalla de Pavón.
Se ofreció como voluntario para la guerra de la Triple Alianza contra el Paraguay; pero, debido a su avanzada edad, su ofrecimiento fue desechado.
Falleció en 1867, en la estancia "San Gabriel" del Departamento La Paz, en Entre Ríos, perteneciente a su esposa, Manuela Puig de Echagüe.